# Schillsdorf
Schillsdorf – gmina w Niemczech w kraju związkowym Szlezwik-Holsztyn, w powiecie Plön, wchodzi w skład urzędu Bokhorst-Wankendorf.